# Harry Houdini

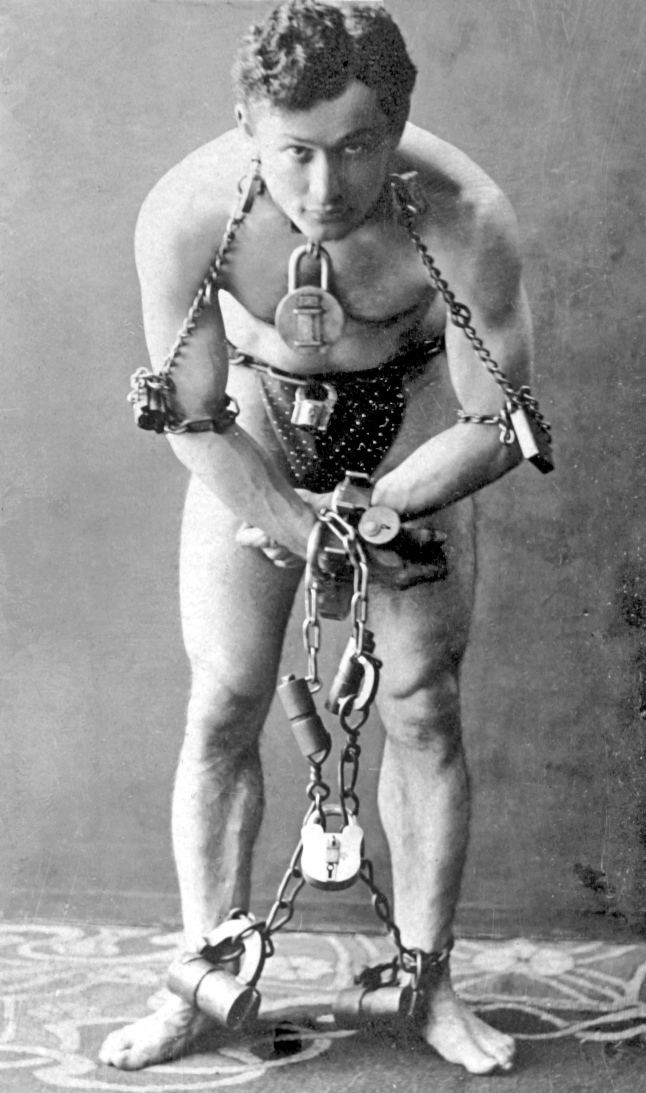
Harry Houdini fastkedjad, omkring 1899.

Harry Houdini, egentligen Erik Weisz, född 24 mars 1874 i Budapest, död 31 oktober 1926 i Detroit, Michigan, var en ungersk-amerikansk utbrytarkung och centralgestalt inom utbrytarkonsten.

## Tidig karriär
Harry Houdini föddes i Budapest som fjärde barnet av sju till en judisk rabbin. Familjen emigrerade till USA 1878. Houdini började sin karriär redan i tonåren, år 1891, då som trollkarl. Han var en extremt fingerfärdig magiker, men hans talanger var inte kommersiellt gångbara. I stället övergick han mer och mer till utbrytarkonsten, där han hade desto större framgångar. Det stora genombrottet kom 1898, då Houdini-truppen tecknade kontrakt med varietéagenten Martin Beck och därigenom fick in foten i Orpheum Western Circuit, en kedja av varietéer i Kalifornien. På Martin Becks inrådan strök Houdini allt trolleri från sin föreställning - på så sätt kunde Houdini bokas in utan att behöva konkurrera med andra trollkarlar.
Den 22 juni 1894, vid 20 års ålder, gifte han sig med Bess Rahner som även hon hade artistbakgrund.

## Utbrytarkungen Houdini
Harry Houdini var karismatisk på scenen och föreföll sig besitta en osannolik förmåga att kunna bryta sig ur kedjor, handklovar och tvångströjor. Tekniskt sett var Houdini tämligen genomsnittlig jämförd med samtida utbrytarkungar. Anledningen till världsberömmelsen var i stället hans känsla för marknadsföring. I en pryd tidsålder där journalfilmen gjorde sitt intåg, gjorde det intryck när han tog av sig de flesta kläderna (till skillnad från kollegerna) och lät sig bli fastkedjad. Framgångarna ledde till en europaturné. Den tog honom bland annat till Köpenhamn, där han den 16 juli 1913 hade en succépremiär på Cirkus Beketow. Men det blev endast en föreställning, för den 17 juli kom ett telegram med budet att hans mor avlidit.  Houdini tog den tragiska nyheten hårt och bröt kontraktet med cirkusen. Den 20 juli reste han, svårt deprimerad, med båt till New York och lämnade all rekvisita (kedjor, handbojor etc.) efter sig.
I samtida kollegers beskrivningar framgår att Harry Houdini ofta tog till fula knep i konkurrensen. I boken "The Complete Jarrett" av Jim Steinmeyer finns ett brev av illusionsdesignern Guy Jarrett, som var gift med den kvinnliga utbrytarkungen Minerva. Av redogörelserna förefaller det som om Minerva var mycket tekniskt skicklig samt hade en god känsla för publicitet. Hon hade blivit ett affischnamn i USA, Kuba och större delen av Europa. Det innebär att hon gjorde det mesta Houdini gjorde, fast bättre. När Houdini kom till Europa kring 1908 sammanföll hans turnévägar med Minervas. Jarrett skriver: -"..han försökte köra över henne där. En av hans män hällde syra i vattentunnan under hennes föreställning, så att hon blev svårt bränd . Som tur var kände hon att det brände innan hon fått huvudet under ytan, och hoppade genast ut igen. Hon kunde ha blivit permanent blind..."

## Magikern Houdini

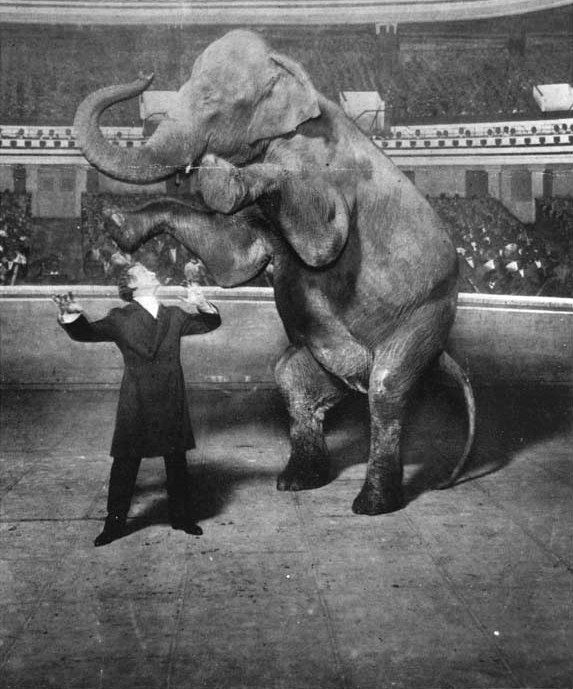
Houdini med elefanten Jennie, som han trollade bort 1918.

Trots Houdinis enorma framgångar med utbrytarkonsten, var trolleri fortfarande hans passion och under sin karriär försökte han regelbundet göra rena trolleriföreställningar, vilka dock misslyckades. 1918 gjorde Houdini en gigantisk föreställning på New York Hippodrome, där dragplåstret var att han skulle trolla bort elefanten Jennie. För att detta skulle lyckas anlitades den engelske illusionsdesignern Charles Morritt, som för ändamålet uppfann en häpnadsväckande metod åt Houdini (så nyskapande att det tog över 75 år innan andra trollkarlar kunde rekonstruera den).
Tyvärr var Morritts metod utformad för en lokal med en teaters fyrkantiga proportioner. Eftersom hippodromen mera liknade en bred amfiteater, kunde knappt en tredjedel av publiken se in i lådan och se att elefanten försvunnit. Resten av publiken uppfattade inte ens att något ovanligt hade skett. Houdinis trollerikarriär kom återigen av sig. Däremot resulterade framträdandet 1918 i ett berömt skämt som fortfarande är i omlopp. I korthet: -"Två män bär in en stor låda. En elefant går in i lådan. Trollkarlen gör magiska gester och öppnar lådan igen - och lådan är tom, elefanten är borta! Sedan kommer trettioåtta män in och bär ut lådan." Med andra ord fick Houdini återgå till utbrytarkonsten, som skulle göra honom odödlig.

## Mediumavslöjaren Houdini
Harry Houdini var förmodligen den enskilda människa som bidrog mest till allmänhetens avtagande tilltro till spiritistiska påståenden efter första världskriget.
I slutet av 1890-talet hade han själv varit verksam som medium och hållit seanser för att dryga ut kassan, men så fort hans karriär tog fart slutade han med detta. Hans kritiska engagemang väcktes 1919, då han under en europaresa fick uppleva hur föräldrar till stupade utnyttjades av skrupelfria medier. Under europaresan besökte han hundratals seanser hållna av kända och omtalade medier – i inget fall såg han något tecken på kontakt med andar utan enbart bluff och humbug.
1922 utlyste tidskriften Scientific American två priser om 2 500 dollar vardera till den som kunde presentera ett andefotografi taget under kontrollerade former och till det medium som kunde framkalla en autentisk, synlig, fysisk manifestation. Houdini var en av fem sakkunniga som i den domarpanel som skulle tillse att eventuella sökande testades på ett riktigt sätt.
Ett av de mest omtalade medierna som ansökte om att få testas var "Margery" (pseudonym för Mina Crandon). Det var sånär att priset på 2 500 dollar betalats ut till henne, men Houdini hade inte fått vara med under förberedelserna och insisterade på att inget skulle bestämmas i hans frånvaro. När testet ägde rum under Houdinis överinseende var det ganska lätt för honom att konstatera att även Margery var en bluff. Han publicerade 1924 en redogörelse för testerna i den 40-sidiga broschyren Houdini Exposes the tricks used by the Boston Medium "Margery".
Andra avslöjanden som är värda att nämnas är avslöjandet av det unga italienska mediet Nino Pecoraro som hade lyckats förbluffa Arthur Conan Doyle vid seanser i New York. Houdini hade inte informerats om en serie testseanser arrangerade av Scientific American i december 1923, men lyckades ändå ta sig till den fjärde i ordningen. Omedelbart kunde han konstatera att det rep som band mediet vid en stol inte var någon match för en bedragare. Han justerade repet och Pecoraros förmåga upphörde. Åtta år senare erkände Pecoraro sitt bedrägeri vid en presskonferens.
Spanjoren med röntgensyn, Joaquin Maria Argamasilla, hade av nobelpristagaren Charles Richet förklarats vara ett äkta medium men Houdini lyckades placera sig bakom denne vid en demonstration i USA 1924 och kunde så upptäcka vad som inte sågs framifrån: mediet fuskade. Houdini använde sig sedan själv av Argamasillas trick och lärde också ut det till Horace Gouldin.
Orsaken till Houdinis besatthet tros vara att han efter sin mors död ville hitta någon som kunde kontakta henne på riktigt. Före sin död bestämde han ett kodord med sin fru för att undvika att framtida medier skulle försöka övertyga henne om att de hade kontakt med honom, och vice versa.

## Houdinis övriga verksamhet

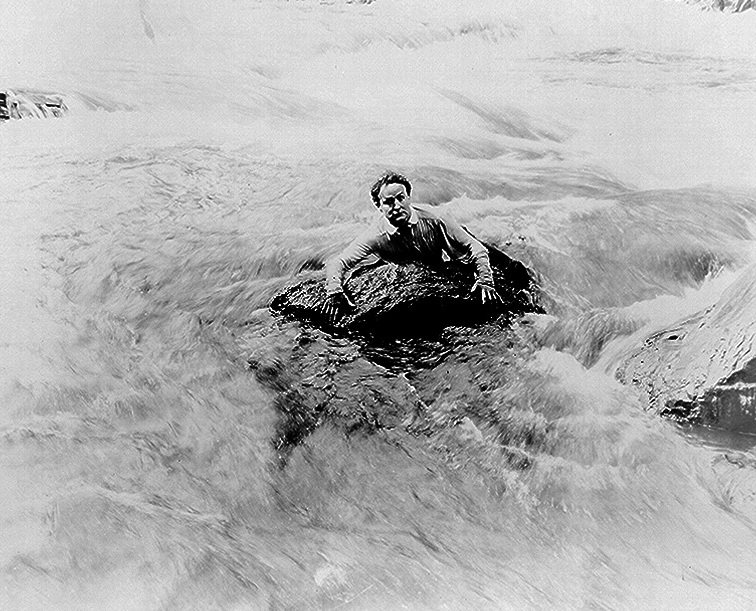
Houdini i The Man from Beyond.

Harry Houdini var också intresserad av att göra filmer. Han skrev en mängd manus och agerade i sex filmer mellan 1919 och 1923. Filmerna består i regel av löst hopfogade handlingstrådar, mest inriktade på att Houdini skulle kunna visa upp sin fysik i en mängd osannolika stunt. Några av manusen går att finna via "The Learned Pig" (se länk nedan).

## Houdinis död
Harry Houdini dog vid 52 års ålder av blindtarmsinflammation. Många anser att Jocelyn Gordon Whitehead dödade Houdini genom upprepade slag i magen. Flera läkare tror dock att Houdini ändå skulle ha dött av inflammationen och att slagen inte inverkade. 
Brodern Theo Hardeen ärvde Houdinis rekvisita, men lyckades aldrig få samma framgångar. Inga medier lyckades heller övertyga frun Bess om att de lyckats få kontakt med Houdinis ande.

## Eftermäle
Redan när Houdini levde hade han många beundrare och imitatörer. Efter sin död har han porträtterats flera gånger på film och i TV av olika skådespelare.
Houdini och hans bror Theo har även blivit huvudpersoner i en serie deckare skrivna av Daniel Stashower: The Dime Museum Murders (1999), The Floating Lady Murder (2000) och The Houdini Specter (2001).
Flera av Houdinis trolleri- och utbrytartrick finns beskrivna i Walter B. Gibsons Houdini's Magic respektive Houdini's Escapes (Bantam), efter Houdinis privata anteckningsböcker.
Sin kritik och erfarenhet av spiritismen publicerade Houdini i boken Houdini. A Magician Among the Spirits 1924 (se "Källor" nedan).
Harry Houdini avslöjar tjuvars tankar och trick i "Hur tjuvar gör och tänker" (The right way to do wrong  - an expose of succesfull criminals). Originalet skrevs 1906 och en svensk översättning av Charlotte Hjukström utgavs 2006 på Bakhålls förlag.